# Конвой № 1142
Конвой № 1142 — японський конвой часів Другої світової війни, проведений у липні 1943 року.
Конвой сформували для проведення групи суден до Рабаула — головної передової бази в архіпелазі Бісмарка, з якої японці здійснювали операції на Соломонових островах та сході Нової Гвінеї. Вихідним пунктом при цьому був атол Трук (нині Чуук) на сході Каролінських островів, де ще до війни створили потужну базу ВМФ.
До складу конвою увійшли транспорти «Наруто-Мару» та «Кокуйо-Мару», а ескорт забезпечували есмінці «Аріаке», «Асакадзе» та «Асанагі» (утім, останній супроводжував конвой лише на початковій ділянці маршруту та вже наступного дня після виходу відділився та вирушив на Трук).
14 липня 1943 року кораблі вийшли з Труку та попрямували на південь. У цей період японські конвої до архіпелагу Бісмарка ще не стали цілями для авіації, проте на комунікаціях активно діяли підводні човни США. Утім, проходження конвою № 1142 відбулося без інцидентів і 18 липня він прибув до Рабаула.